# Saiva gemmata
Saiva gemmata är en insektsart som först beskrevs av John Obadiah Westwood 1848.  Saiva gemmata ingår i släktet Saiva och familjen lyktstritar. Inga underarter finns listade i Catalogue of Life.